# Fiona Rae
Fiona Rae, RA (* 10. Oktober 1963 in Hongkong) ist eine britische Malerin und Hochschullehrerin. Sie wurde 2011 als eine der ersten Frauen als Professorin für Malerei an der Royal Academy of Arts berufen. Sie wurde 1991 für den Turner Prize nominiert.

## Leben und Werk

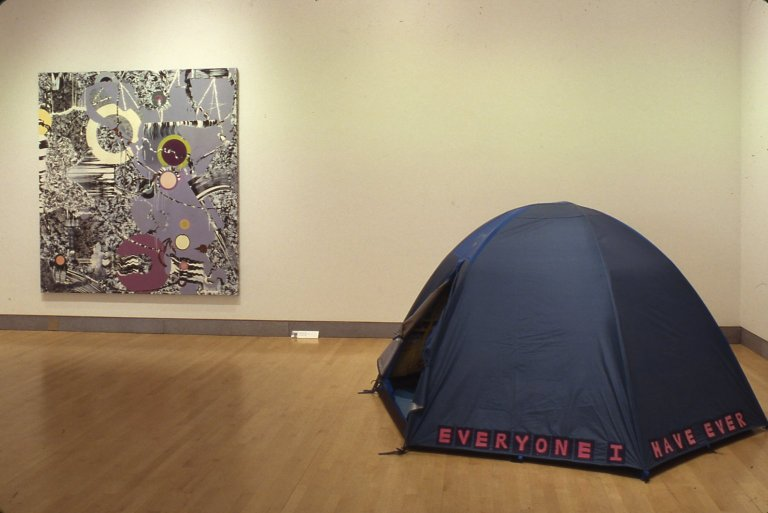
Bild (Untitled (phaser), 1996) aus der Saatchi Collection, ausgestellt im Brooklyn Museum vom 2. Oktober 1999 bis zum 9. Januar 2000

Rae wuchs in Indonesien auf und studierte von 1983 bis 1984 am Croydon College of Art. Anschließend studierte sie bis 1987 Bildende Kunst am Goldsmiths College, wo sie einen Bachelor of Arts (Hons)-Abschluss erhielt.
Sie nahm 1988 an der Ausstellung Freeze teil, der von Damien Hirst kuratierten Gruppenausstellung in den Londoner Docklands und wurde eine der ersten Vertreterinnen der Young British Artists (YBAs), die nicht nur die britische Kunstszene verändern sollten. 1997 nahm sie an der Ausstellung Sensation an der Royal Academy of Arts teil.
Von 2005 bis 2009 war sie Tate Artist Trustee und wurde 2011 zur ersten Professorin für Malerei an den Royal Academy Schools ernannt, wo sie bis 2015 lehrte.
In ihren Arbeiten verwendet sie häufig Schriftarten, Symbole und Grafiken und beteiligt sich an den Strömungen der malerischen Abstraktion. Diese Mischung aus populärer Bildsprache und dem Dialog der Abstraktion ist ein Stil, den Rae mitentwickelt hat und der eine jüngere Generation von Malern wie Jonas Wood und Keltie Ferris beeinflusst hat.
Raes Arbeiten sind in zahlreichen öffentlichen und privaten Sammlungen vertreten.

## Stipendien und Auszeichnungen
- 1991:  Shortlist für den Turner Prize
- 1993: Shortlist für den Eliette von Karajan-Preis für junge Maler, Österreich
- 2002: Gewählt in die Royal Academy of Arts, London
- 2003: BBC Art Site Installations Commissions, BBC Broadcasting House Public Art Program, London
- 2005 bis 2009: Tate Artist Trustee
- 2005: Master Artist in Residence am Atlantic Center for the Arts, New Smyrna Beach, Florida
- 2007: Shortlisted for the Charles Wollaston Award, The 239th Royal Academy of Arts Summer Exhibition, Royal Academy of Arts, London
- 2010: Curator of Invited Room, The 242nd Royal Academy of Arts Summer Exhibition, Royal Academy of Arts, London
- 2011 bis 2013: Tate Members Artist Commission, London
- 2015: Honorary Fellowship der Goldsmiths, University of London
- 2017: Curator of Invited Room, The 249th Royal Academy of Arts Summer Exhibition, Royal Academy of Arts, London
- 2018: Royal Mail Stamp Design Commission for the 250th anniversary of Royal Academy of Arts, London

## Einzelausstellungen
- 1990: Third Eye Center (Now Centre for Contemporary Arts), Glasgow
- 1990: Pierre Bernard Gallery, Nizza
- 1991: Waddington Galleries, London
- 1992: Kunsthalle Basel, Basel
- 1993: Institute of Contemporary Arts, London
- 1994: John Good Gallery, New York City
- 1994: Galerie Nathalie Obadia, Paris
- 1995: Waddington Galleries, London
- 1996: Contemporary Fine Arts, Berlin
- 1997: The British School at Rome, Rom
- 1997: Saatchi Gallery, London (mit Gary Hume)
- 1997: Luhring Augustine Gallery, New York City
- 1999: Luhring Augustine Gallery, New York City
- 1999: Kohji Ogura Gallery, Nagoya/Japan
- 2000: Galerie Nathalie Obadia, Paris
- 2000: fig-1, London
- 2000: Buchmann Galerie, Köln
- 2001: Galerie Bob van Orsouw, Zürich
- 2002: Carré dʼArt, Musée d'Art Contemporain, Nîmes
- 2004: Timothy Taylor Gallery, London
- 2005: Buchmann Galerie, Köln
- 2006: PaceWildenstein Gallery, New York City
- 2008: Timothy Taylor Gallery, London
- 2009: Galerie Nathalie Obadia, Paris
- 2011: Buchmann Galerie, Berlin
- 2012: The New Art Gallery, Walsall
- 2012: Leeds Art Gallery
- 2013: Towner, Eastbourne
- 2013: Galerie Nathalie Obadia, Paris
- 2013: Timothy Taylor Gallery, London
- 2014: Buchmann Box, Buchmann Galerie, Berlin
- 2014: Southampton City Art Gallery
- 2014: Nottingham Castle Museum & Art Gallery, Nottingham
- 2015: Timothy Taylor Gallery, London
- 2016: Buchmann Galerie, Berlin
- 2017: Buchmann Lugano
- 2018: Hakgojae Cheongdam, Seoul, Korea
- 2018: Buchmann Galerie, Berlin
- 2020: Galerie Nathalie Obadia, Paris
- 2021: Centre d'art La Malmaison, Cannes
- 2021: Buchmann Galerie, Berlin
- 2022: Miles McEnery Gallery, New York City
- 2022: Buchmann Lugano, Schweiz

## Gruppenausstellungen (Auswahl)
- 1988: Freeze, Surrey Docks, London
- 1989: New Year, New Talent ’89, Anderson O’Day Gallery, London
- 1989: Contemporary London, Galerie im Kreishaus, Köln
- 1989: Promises, Serpentine Gallery, London / L’École de Nîmes
- 1990: The British Art Show, McLellan Galleries, Glasgow / Hayward Gallery, London
- 1990: Rudolf Fila, Tim Head, Alain Miller, Fiona Rae, Anthony Wilson, Anthony Reynolds Gallery, London
- 1990: Voorwerk 1, Witte de With, Center for Contemporary Art, Rotterdam
- 1990: Aperto, 44th Biennale di Venezia, Venedig
- 1991: Invitational, Tony Shafrazi Gallery, New York City
- 1991: John Moores Liverpool Exhibition XVII., Walker Art Gallery, Liverpool
- 1991: La Metafisica della Luce, John Good Gallery, New YorkCity
- 1991: Who Framed Modern Art or the Quantitative Life of Roger Rabbit, Sidney, Janis Gallery, London
- 1991: British Art from 1930, Waddington Galleries, London
- 1991: A View of London, Salzburger Kunstverein, Salzburg
- 1991: Abstraction, Waddington Galleries, London
- 1991: Turner Prize Exhibition, Tate Gallery, London
- 1992: New Voices: Recent Paintings from the British Council Collection, Centre de Conférences Albert Borschette, Brüssel / Musée National d’Histoire et d’Art, Luxemburg / Istanbul Greater City Municipality Taksim Art Gallery, Istanbul / Ankara State Fine Arts Gallery, Izfas Gallery, Izmur, Türkei / Museo de Belles Artes, Bilbao / Santa Monica Contemporary Art Centre, Barcelona / Centro Cultural Galileo, Madrid / Veronicas, Sala des Exposiciones, Murcia, Spanien / Pescaderia Vieja, Sala de Arte, Jerez
- 1992: The Contemporary Art Society: Eighty years of Collecting, Hayward Gallery, London, sowie: Maclaurin Gallery, Ayr; Museum and Art Gallery, Bristol City; Walker Art Gallery, Liverpool
- 1992: Play between Fear and Desire, Germans van Eck Gallery, New York City
- 1993: Hardcore (the first part), Factual Nonsense, London
- 1993: Nancy Haynes, James Hyde, Walter Obholzer, Fiona Rae, David Row, Karin Sander, Juan Uslé, Leslie Wayne, John Good Gallery, New York City
- 1993: Color, Pamela Auchincloss Gallery, New York City
- 1993: Moving into View-Recent British Painting, Royal Festival Hall, London
- 1994: New Painting From the Arts Council Collection, Gallery Oriel, Dublin, Irland
- 1994: Unbound: Possibilities in Painting, Hayward Gallery, London
- 1994: A Decade of Collecting: Patrons of New Arts Gifts 1983-1993, Tate Gallery London
- 1994: Chance, Choice and Irony, Todd Gallery, London, UK / John Hansard Gallery, The University, Southampton
- 1994: Here and Now, Serpentine Gallery London
- 1995: From Here, Waddington Galleries und Karsten Schubert, London
- 1995: Repicturing Abstraction, Marsh Art Gallery, University of Virginia, Richmond
- 1995: Malerei. Sechs Bilder-Sechs Posititionen, Galerie Bugdahn und Kaimer, Düsseldorf
- 1995: Des limites du tableau: les possibles des la peinture, Musée Départemental de Rochechouart, Chateau de Rochechouart, Haute-Vienne
- 1996: Nuevas Abstracciones, Palacio de Velázquez, Museo Nacional Centro de Arte Reina Sofia, Madrid / Kunsthalle Bielefeld, Bielefeld / Museu d'Art Contemporani, Barcelona
- 1996: About Vision: New British Painting in the 1990s, Museum of Modern Art, Oxford / The Fruitmarket Gallery, Edinburgh / The Wolsey Art Gallery, Christchurch Mansion, Ipswich / Laing Art Gallery, Newcastle upon Tyne
- 1997: The Prophecy of Pop, Contemporary Arts Center, New Orleans, Louisiana
- 1997: Confrontation, Galerie Nathalie Obadia, Paris
- 1997: Treasure Island, Fundação Calouste Gulbenkian, Lissabon
- 1997: Waddington Galleries, London
- 1997: Sensation: Young British Artists from the Saatchi Collection, Royal Academy of Arts, London
- 1997: About Vision: New British Painting in the 1990's, Museum of Modern Art Oxford
- 1997: Paintings and Sculpture, Luhring Augustine Gallery, New York City
- 1998: Sensation: Young British Artists from the Saatchi Collection, Hamburger Bahnhof – Museum für Gegenwart, Berlin
- 1998: Inaugural Exhibition, Luhring Augustine Gallery, New York
- 1998: UK Maximum Diversity, Benger Fabrik, Bregenz / Atelierhaus der Akademie der bildenden Künste, Wien
- 1998: Up to 2000, Southampton City Art Gallery, Southampton
- 1999: Sensation: Young British Artists from The Saatchi Collection, Brooklyn Museum of Art, New York City
- 1999: Brooklyn Museum of Art, New York City
- 1999: Color Me Blind, Württembergischer Kunstverein Stuttgart, Stuttgart
- 1999: 45-99, Kettles Yard, Cambridge
- 1999: Reconciliations, DC Moore Gallery, New York
- 2000: Aspectos de la Coleccion, Coleccion de Arte Contemporaneo, Fundación La Caixa, Madrid
- 2000: Europe: Different Perspectives in Painting/Europa: Differenti Prospettive nella Pittura, Museo Michetti, Palazzo San Domenico, Francavilla al Mare
- 2000: Zeitgenossen/Contemporaries: Malerei/Paintings, Galerie Edition Kunsthandel Essen
- 2001: Works on Paper, Luhring Augustine Gallery, New York
- 2001: Hybrids: International Contemporary Painting, Tate Liverpool
- 2001: Künsterlerräume / Sammlerräume, Kunstverein St Gallen im Kunstmuseum Zürich
- 2002: Peintures, contrainte ou recette, Galeries du Cloître, Ecole des Beaux-Arts de Rennes
- 2002: The Rowan Collection: Contemporary British and Irish Art, Irish Museum of Modern Art, Dublin
- 2003: Group show, Buchmann Galerie, Köln
- 2003: La Langue dans la Boue, Musée du Tapis et des Arts Textiles, Clermont-Ferrand
- 2003: New Abstract Painting/Painting Abstract Now, Museum Morsbroich, Leverkusen
- 2003: Talking Pieces: text und bild in der neuen kunst, Museum Morsbroich, Leverkusen
- 2003: A Bigger Splash: Arte Britânica da Tate 1960–2003, Pavilhão Lucas, Nogueira Garcez, São Paulo
- 2003: Painting Pictures: Painting and Media in the Digital Age, Kunstmuseum Wolfsburg
- 2003: Inaugural Group Show, Timothy Taylor Gallery, London
- 2003: Paintings: Arturo Herrera, Dennis Hollingsworth, Fiona Rae, Juan Uslé, Buchmann Galerie, Köln
- 2004: Le Syndrome de Babylone, Centre d'Art Contemporain de la Villa du Parc, Annemasse
- 2004: Direct Painting – Neue Kunsthalle IV, Kunsthalle Mannheim, Mannheim
- 2004: Art in New Spaces, Walker Art Gallery, Liverpool
- 2004: Paranormal, Aeroplastics Contemporary, Brüssel
- 2004: Summer Eyes/Summarize, Jan Weiner, Kansas City
- 2005: Revelation: Reflecting British Art in the Arts Council Collection, Laing Art Gallery, Newcastle-upon-Tyne
- 2005: Baroque and Neo-Baroque/The Hell of the Beautiful, Domus Atrium 02 (DA2), Fundación Salamanca Ciudad de Cultura, Salamanca
- 2005: Blumenstück, Künstlers Glück: vom Paradiesgärtlein zur Prilblume, Museum Morsbroich, Leverkusen
- 2005: Ordering the Ordinary, Timothy Taylor Gallery, London
- 2005: Lorie Peters Lauthier Collects, Leonard Pearlstein Gallery, College of Media Arts and Design, Drexel University Gallery, Philadelphia
- 2005: Colours and Trips, Künstlerhaus Palais Thurn and Taxis, Bregenz; Museum der Stadt Ratingen, Ratingen
- 2006: Hot Spring … In Autumn, Galerie Krinzinger, Wien
- 2006: Full House: Faces of a Collection, Kunsthalle Mannheim, Mannheim
- 2006: VIP III: Arena der Abstraktion, Museum Morsbroich
- 2006: Fiction @ Love / Forever Young Land, Museum of Contemporary Art, Shanghai
- 2006: Ultra New Vision of Contemporary Art, Singapore Art Museum, Singapur
- 2006: Piktogramme, Kunstmuseum Stuttgart
- 2007: Reset: Werke aus der Sammlung Marx, Hamburger Bahnhof–Museum für Gegenwart, Berlin
- 2007: A Travers le Miroir (le secret), Musée d’Art et Archéologie d’Aurillac, France
- 2007: Out of Art: from the collection of Ernesto Esposito, CentrePasquArt, Kunsthaus Centre d’Art, Biel, Switzerland
- 2007: Twilight Musings, One in the Other, London
- 2007: 100 Jahre Kunsthalle Mannheim, Kunsthalle Mannheim, Mannheim
- 2007: De leur temps (2) Art contemporain & collections privées en France, Musée de Grenoble, Grenoble
- 2007: The 239th Royal Academy of Arts Summer Exhibition, Royal Academy, London
- 2008: Summer Show, Timothy Taylor Gallery, London
- 2008: Toute la Collection du Frac Ile-de-France (ou presque), Musée d’art contemporain du Val-de-Marne, Vitry-sur-Seine
- 2008: Out of Storage 1: Chosen Paintings from the Collection, Musée d’Art Moderne Grand-Duc Jean, Luxemburg
- 2008: A Pace Menagerie, Pace Prints, New York
- 2008: Paixóns Privadas, Visions Publicas, Museo de Arte Contemporánea de Vigo, Vigo
- 2008: Galerie Nathalie Obadia, Brüssel
- 2008: Freeze 20, The Hospital Club, London
- 2008: Contemporary Prints and Drawings, The Herbert F. Johnson Museum of Art, Cornell University, Ithaca, New York
- 2009: La Rose Pourpre du Caire, Musée d’Art et d’Archéologie d’Aurillac
- 2009: Plastic Culture: Legacies of Pop 1986 - 2008, Harris Museum and Art Gallery, Preston; The Exchange, Penzance
- 2009: Splash the Stuff Down: Painting and Revelation, Leeds City Art Gallery, Leeds
- 2009: Classified: Contemporary British Art from Tate Collection, Tate Britain, London
- 2009: Ventriloquist, Timothy Taylor Gallery, London
- 2009: Antes de Ayer y Pasado Mañana; o lo que Puede ser Pintura Hoy, MACUF: Museo de Arte Contemporaneo Union Fenosa, La Coruña
- 2009: Une Place au Soleil, Galerie Nathalie Obadia, Paris
- 2010: Rappel à l’Oeuvre, Maison du Geste et de l’Image, Paris
- 2010: 50 Years at Pace, The Pace Gallery, New York City
- 2010: 40, Texas Gallery, Houston
- 2010: …um so mehr, Kunsthalle Göppingen
- 2010: Babel, FRAC Auvergne
- 2010: ART, kuratiert von Craig Martin, Galerie Haas und Fuchs, Berlin
- 2010: New Art Now, Birmingham Museum & Art Gallery, Birmingham
- 2010: The 242nd Royal Academy of Arts Summer Exhibition, Royal Academy, London
- 2010: Palm Paintings, Buchmann Galerie, Berlin
- 2011: Colección de Pintura Contemporánea Internacional, Fundación Barrié, La Coruña
- 2011: Making a Scene, Southampton City Art Gallery, Southampton
- 2011: Within/Beyond Borders, Byzantine & Christian Museum, Athen
- 2011: Unearthed, Warton House, London
- 2011: Between Film and Art, Kunsthalle Emden, Germany; Deutsche Kinemathek–Museum für Film und Fernsehen, Berlin
- 2011: Not for Sale, Passage de Retz, Paris
- 2011: The 243rd Royal Academy of Arts Summer Exhibition, Royal Academy of Arts, London
- 2011: Collection: 25 ans et 1 été, Musée de Rochechouart, Rochechouart
- 2011: Die Sammlung Marx – Eine Auswahl, Atlas Sztuki, Lodz
- 2012: RA Now, Royal Academy of Arts, London
- 2012: London Twelve, City Gallery Prague, The Stone Bell House, Prag
- 2012: The 244th Royal Academy of Arts Summer Exhibition, Royal Academy of Arts, London
- 2012: A Private Affair: Personal Collections of Contemporary Art, Harris Museum and Art Gallery, Preston,
- 2012: Hors les murs, Galerie Nathalie Obadia, Brüssel
- 2012: Sammlung Marx – Eine Auswahl, Muzeum Narodowe w Szczecin
- 2012: Outside In, Timothy Taylor Gallery, London
- 2013: Art Britannia, Madonna Building, Miami, Florida
- 2013: Summer Saloon Show, Lion & Lamb Gallery, London
- 2013: Here we go: a changing group show, Karsten Schubert, London
- 2013: Prophetic Diagrams, George and Jörgen, London
- 2013: Donation Florence et Daniel Guerlain, Centre Pompidou, Paris
- 2013: Encounter: The Royal Academy in Asia, Institute of Contemporary Arts, Singapur
- 2013: La Présence des Lucioles, La Collection, Carré d’Art – Musée d’Art Contemporain, Nîmes
- 2014: Group Exhibition, Waddington Custot Galleries, London
- 2014: Weltenbummler – Abenteuer Kunst, Essl Museum – Kunst der Gegenwart, Klosterneuburg
- 2014: (detail), H-Project Space, Bangkok, Thailand; Transition Gallery, London; The Usher Gallery, Lincoln
- 2014: Here Today…, The Old Sorting Office, London
- 2014: Prophetic Diagrams II, Cheymore Gallery, Tuxedo Park, New York
- 2014: As I run and run, happiness comes closer, Hôtel Beaubrun, Paris
- 2014: Bad Boy!, New Art Projects, London
- 2014: Between Worlds, Galerie Isa, Mumbai
- 2014: The 246th Royal Academy Summer Exhibition, The Royal Academy of Arts, London
- 2014: Within / Beyond Borders, Banco de Portugal, Lissabon
- 2015: The 247th Royal Academy Summer Exhibition, The Royal Academy of Arts, London
- 2015: Imagining a University: Fifty Years of The University of Warwick Art Collection, Mead Gallery, Warwick Arts Centre, Coventry
- 2015: La Vie de Château. Œuvres de la Collection, Musée Départemental d'Art Contemporain de Rochechouart, Haute-Vienne, France
- 2015: La Colección: La Colección de Pintura Contemporánea de la Fundación Barrié por Primera Vez en Madrid, CentroCentro, Madrid
- 2016: Zeichnung, Buchmann Galerie, Berlin
- 2016: Drama Queens. Die Inszenierte Sammlung, Museum Morsbroich, Leverkusen
- 2016: Non Figuratif – un regain d’intérêt?, Abbaye Saint André – Centre d’Art Contemporain Meymac, France
- 2016: Retour au meilleur des mondes, FRAC Auvergne, France
- 2016: Conversation autour d'une collection. Collection Jocelyne et Fabrice Petignat, Villa Bernasconi, Lancy, CH
- 2016: The 248th Royal Academy Summer Exhibition, The Royal Academy of Arts, London
- 2016: Turn the Colour Down!, Turps Gallery, London
- 2016: Ce que fait le printemps avec les cerisiers (Pablo Neruda), Galerie Nathalie Obadia, Paris
- 2017: Objects are closer than they appear, Buchmann Galerie, Berlin
- 2017: The 249th Royal Academy Summer Exhibition, Royal Academy of Arts, London
- 2017: I Want! I Want!: Art & Technology, Birmingham Museum & Art Gallery
- 2017: Park Hyatt Paris Vendome, Paris
- 2018: Content is a Glimpse, Efremidis Gallery, Berlin
- 2018: Women Power Protest, Birmingham Museum & Art Gallery
- 2018: Darkness into Light: The Emotional Power of Art, Millenium Gallery, Museums Sheffield, Sheffield, UK
- 2018: The 250th Royal Academy Summer Exhibition, The Royal Academy of Arts, London (cat.)
- 2018: Paintings from the 1980s and 1990s, Musée d’Art Moderne Grand-Duc Jean, Luxemburg
- 2018: Double Jeu, Musée d’Art et Archéologie d’Aurillac – Les Écuries Jardin des Carmes, Frankreich
- 2018: Surface Work, Victoria Miro, London
- 2018: Malevolent Eldritch Shrieking, Attercliffe™, Sheffield
- 2018: Jerwood Collection: 25 Years, Jerwood Gallery, Hastings
- 2019: Reason Gives No Answers: Selected Works from the Collection, Newport Street Gallery, London
- 2020: Unreal ism, Shoshana Wayne Gallery (online), Los Angeles
- 2020: Hier, Aujourd’hui, Demain: Works from the Mudam Collection, Musée d’Art Moderne Grand-Duc Jean, Luxemburg
- 2020: Stairway to Heaven: Abstraction Now, Coombs Contemporary, London
- 2020: Alles Farbe! Jörn Stoya und die Sammlung des Museum Morsbroich, Museum Morsbroich, Leverkusen
- 2020: Sixty Years, Tate Britain, London
- 2021: ColourSpace, Mucciaccia Gallery, Rom
- 2021: Wonderland, Albertina Modern, Wien
- 2021: High Emission Zone, Galerie Nathalie Obadia, Paris
- 2021: Explorations in Paint, Royal Academy, London
- 2021: Masterpieces in Miniature: The 2021 Model Art Gallery, Pallant House Gallery, Chichester
- 2021: Kindred Spirits, The Harley Gallery, Worksop
- 2022: Peinture:obsolescence déprogrammée. Licences libres, Musée de l’Hospice Saint Roch, Issoudun, Frankreich
- 2022: Belonging, The Hunt Museum, Limerick, Irland

## Öffentliche Sammlungen
- Albertina Museum, Wien, Österreich
- Albright-Knox Art Gallery, Buffalo, New York, USA
- Arts Council England, Großbritannien
- Astrup Fearnley Museum für moderne Kunst, Oslo, Norwegen
- Birmingham Museum and Art Gallery, Großbritannien
- British Council, London, Großbritannien
- Calouste Gulbenkian Stiftung, Lissabon, Portugal
- Carré d'Art – Musée d'Art Contemporain, Nîmes, Frankreich
- Contemporary Art Society, London, Großbritannien
- Fondation Louis Vuitton, Paris, Frankreich
- Fonds National d'Art Contemporain (FNAC), Paris, Frankreich
- Fonds Régional d'Art Contemporain d'Auvergne, Clermont-Ferrand, Frankreich
- Fonds Régional d'Art Contemporain d'Ile de France, Frankreich
- Fundación Barrié, A Coruña, Spanien
- Fundació 'la Caixa, Barcelona, Spanien
- Government Art Collection, London, Großbritannien
- Hamburger Bahnhof – Museum für Gegenwart: Sammlung Marx, Berlin
- Herbert F. Johnson Museum of Art, Cornell University, Ithaca, New York
- Hirshhorn Museum und Skulpturengarten, Smithsonian Institution, Washington, DC, USA
- Jerwood Collection, Großbritannien
- Museen und Galerien in Leeds, Leeds, Großbritannien
- Musée d’Art Moderne Grand-Duc Jean, Luxemburg
- Musée Départemental de Rochechouart, Haute-Vienne, Frankreich
- Musée National d’Art Moderne, Centre Pompidou, Paris, Frankreich
- Museum Morsbroich, Leverkusen, Deutschland
- Nationalmuseum der Frauen in den Künsten, Washington, D.C.
- Pallant House Gallery, Chichester, Großbritannien
- Royal Academy of Arts, London, Großbritannien
- Museum für Moderne Kunst Sintra: Die Berardo-Sammlung, Sintra, Portugal
- Southampton City Art Gallery, Großbritannien
- Tate Collection, London, Großbritannien
- Walker Art Gallery, Liverpool, Großbritannien
- Kunstsammlung der Warwick University, Warwick, Großbritannien